# Delta Virginis
Delta Virginis (Minelauva, δ Vir) – gwiazda w gwiazdozbiorze Panny. Jest odległa o około 198 lat świetlnych od Słońca.

## Nazwa
Gwiazda nosi tradycyjną nazwę Minelauva, wywodzącą się z arabskiego. Słowo ‏عوى‎ ʽawwā’ oznacza „szczekający (pies)”; termin ten dawniej odnosił się łącznie do gwiazd Beta Virginis, Eta, Gamma, Delta i Epsilon Virginis. Międzynarodowa Unia Astronomiczna w 2017 roku formalnie zatwierdziła użycie nazwy Minelauva dla określenia tej gwiazdy.

## Charakterystyka
Jest to czerwony olbrzym należący do typu widmowego M3 o jasności obserwowanej 3,38m, a więc jest to gwiazda widoczna gołym okiem. Jest to także gwiazda zmienna półregularna, o jasności wahającej się pomiędzy 3,32m a 3,40m. Minelauva jest chłodniejsza od Słońca, ma temperaturę 3720 K, ale jej jasność (bolometryczna, z uwzględnieniem znacznej emisji w podczerwieni) jest 630 razy większa niż jasność Słońca. Jej promień został zmierzony z wykorzystaniem interferometrii i okazał się 65 razy większy niż promień Słońca. Jej masa to 1,5–2 masy Słońca. Będąc na czubku tzw. gałęzi olbrzymów na diagramie HR jest w trudnym do określenia stanie ewolucyjnym: może ona mieć nieaktywne helowe jądro, mogła rozpocząć syntezę helu w węgiel lub zakończyć już ją.
Delta Virginis jest prawdopodobnie gwiazdą podwójną. W odległości kątowej 192,1″ od olbrzyma widoczna jest gwiazda o wielkości 11,79m (pomiar z 2014 roku). Jeżeli jest z nim związana, to jest to karzeł typu widmowego K, oddalony o co najmniej 5000 au od głównej gwiazdy. Jeżeli rzeczywiście te dwie gwiazdy tworzą jeden układ, oblicza się, że karzeł okrąża olbrzyma w czasie ponad 200 000 lat.